# Cephalaria scoparia
Cephalaria scoparia är en tvåhjärtbladig växtart som beskrevs av Juliette Contandriopoulos och Quezel. Cephalaria scoparia ingår i släktet jätteväddar, och familjen Dipsacaceae. Inga underarter finns listade i Catalogue of Life.